# Ullrich Diesing
Ullrich Diesing, auch Ulrich geschrieben,  (* 12. März 1911 in Trebschen (Schlesien); † 17. April 1945 bei Boitzendorf) war ein deutscher Offizier, zuletzt Generalmajor der Luftwaffe im Zweiten Weltkrieg.

## Militärische Laufbahn
Beförderungen
- 1. Juli 1933 Polizeiunterwachtmeiser
- 15. Oktober 1933 Polizeiwachtmeister
- 1. Januar 1934 Polizeioberwachtmeister
- 1. Dezember 1934 Polizeileutnant
- 1. Februar 1935 Leutnant
- 1. Oktober 1936 Oberleutnant
- 1. Juni 1939 Hauptmann
- 1. April 1942 Major
- 1. März 1943 Oberstleutnant
- 1. März 1944 Oberst
- 11. November 1944 Generalmajor

Diesing trat am 1. April 1931 in die Polizei ein und absolvierte dort an der deutschen Verkehrsfliegerschule eine Ausbildung zum Flugzeugführer, dessen Prüfung er Ende September 1932 ablegte. Anschließend diente er bis Ende Januar 1935 bei der mecklenburgischen Landespolizei, wo er von Januar bis September 1934 einen Polizei-Offizierslehrgang absolviert hatte. Zum 1. Februar 1935, trat Diesing zu der im Aufbau befindlichen Luftwaffe über, wo er bis Ende Juni 1935 eine Ausbildung an der Fliegerschule in Cottbus absolvierte. Nach dessen Beendigung, fungierte er von Juli 1935 bis Mitte Januar 1937 als Flugzeugführer beim Flugkommando Berlin sowie in selbiger Position vom 15. Januar 1937 bis 20. April 1938 im Lehrgeschwader Greifswald.
Zum 20. April 1940 wurde Diesing in das Reichsluftfahrtministerium (RLM) abkommandiert, wo er als Referent, später im Luftwaffenführungsstab und zuletzt im Generalstab des Generalquartiermeisters der Luftwaffe diente. Im September 1941 kam Diesing zu den Jagdfliegern der Luftwaffe, wo er im Januar 1942 Gruppenkommandeur im Zerstörergeschwader 1 wurde. Dort stieg er im März 1942 zum Kommodore auf, dessen Funktion er bis zum 21. September 1942 innehielt. Zum 22. September 1942 kehrte Diesing zum RLM zurück, wo er zunächst im Stab des Luftwaffen-Führungsstabes arbeitete. Im März 1944 wurde er zum Chef des Planungsamtes C L/A im RLM ernannt sowie am 1. August 1944 zum Chef der Technischen Luftwaffenrüstung für das Jägernotprogramm. Diese Funktion übte Diesing bis zu seinem Tod am 17. April 1945 aus. An diesem Tag verunglückte er aus unbekannten Gründen bei einem Autounfall bei Boitzendorf, dort ist er auch begraben. Diesing flog 200 Einsätze, wobei er keinen bestätigten Abschluss erlangte.

## Auszeichnungen
- Spanienkreuz in Silber mit Schwertern
- Eisernes Kreuz (1939) II. und I. Klasse
- Flugzeugführerabzeichen
- Ritterkreuz des Eisernen Kreuzes am 6. September 1942